# Armand Penverne
Armand Penverne, född 26 november 1926 i Pont-Scorff, död 27 februari 2012 i Marseille, var en fransk fotbollsspelare och tränare. Han spelade merparten av sin karriär i Reims där han vann fyra ligatitlar och spelade i en final av Europacupen. Han spelade även 39 landskamper för Frankrikes landslag och var med när landet tog VM-brons 1958.

## Meriter
Reims
- Ligue 1: 1949, 1953, 1955, 1958
- Coupe de France: 1950, 1958
- Franska supercupen: 1955, 1958

Frankrike
- VM-brons: 1958